# The 5th Dimension
I The 5th Dimension, anche riportato con la grafia The Fifth Dimension, sono un gruppo musicale statunitense di musica pop, R&B, soul e jazz.

## Storia
The 5th Dimension hanno avuto una certa notorietà tra la fine degli anni sessanta e l'inizio degli anni settanta, grazie soprattutto alle canzoni Up, Up and Away e Aquarius/Let the Sunshine In che arriva in prima posizione nella Billboard Hot 100 per sei settimane e Wedding Bell Blues - uno dei tre grandi hit del gruppo scritti da Laura Nyro (gli altri furono Stoned Soul Picnic e Sweet Blindness) - per tre settimane, contenute nell'album The Age of Aquarius.
La formazione originale includeva Billy Davis, Jr., Florence LaRue, Marilyn McCoo, Lamonte McLemore e Ron Townson.

## Discografia

### Album
- Up, Up and Away (1967) - US #8
- The Magic Garden (1967) - US #105
- Stoned Soul Picnic (1968) - US #21
- The Age of Aquarius (1969) - US #2
- Portrait (1970) - US #20
- The 5th Dimension/Greatest Hits (1970) - US #5
- The July 5th Album (1970) - US #63
- Love's Lines, Angles and Rhymes (1971) - US #17
- Reflections (1971) - US #112
- The 5th Dimension/Live!! (1971) - US #32
- Individually & Collectively (1972) - US #58
- Greatest Hits On Earth (1972) - US #14
- Living Together, Growing Together (1973) - US #108
- Soul & Inspiration (1974) - US #202
- Earthbound (1975) - US #136
- Star Dancing (1978)
- High On Sunshine (1978)
- The Very Best Of 5th Dimension (1982)
- In the House (1995)
- Live! Plus Rare Studio Recordings (2001)  - Il titolo originale era Home Cookin[non chiaro] (1976)
- Fantasy (2004)  - Il titolo originale era The 5th Dimension Now[non chiaro] (1984)

### Singoli
Le classifiche statunitensi sono prese da Billboard.  Le classifiche canadesi sono prese dal settimanale di inchieste CHUM di Toronto.
| Anno | Canzone                                        | US  | US AC | US R&B | CAN | UK | Lato B                                  | Album                             |
| ---- | ---------------------------------------------- | --- | ----- | ------ | --- | -- | --------------------------------------- | --------------------------------- |
| 1966 | "Go Where You Wanna Go"                        | 16  | -     | -      | 9   | -  | "Too Poor to Die"                       | Up, Up and Away                   |
| 1967 | "Another Day, Another Heartache"               | 45  | -     | -      | -   | -  | "Rosecrans Blvd."                       | Up, Up and Away                   |
| 1967 | "Up, Up and Away"                              | 7   | 9     | -      | 18  | -  | "Which Way to Nowhere"                  | Up, Up and Away                   |
| 1967 | "Paper Cup"                                    | 34  | -     | -      | 17  | -  | "Poor Side of Town"                     | The Magic Garden                  |
| 1968 | "Carpet Man"                                   | 29  | -     | -      | 3   | -  | "The Magic Garden"                      | The Magic Garden                  |
| 1968 | "Stoned Soul Picnic"                           | 3   | -     | 2      | 5   | -  | "The Sailboat Song"                     | Stoned Soul Picnic                |
| 1968 | "Sweet Blindness"                              | 13  | -     | 45     | 15  | -  | "Bobbie's Blues (Who Do You Think Of?)" | Stoned Soul Picnic                |
| 1968 | "California Soul"                              | 25  | -     | 49     | -   | -  | "It'll Never Be the Same Again"         | Stoned Soul Picnic                |
| 1969 | "Aquarius/Let the Sunshine In"                 | 1   | 1     | 6      | 1   | 11 | "Don'tcha Hear Me Callin' to Ya?"       | The Age of Aquarius               |
| 1969 | "Workin' On a Groovy Thing"                    | 20  | 9     | 15     | 17  | -  | "Broken Wing Bird"                      | The Age of Aquarius               |
| 1969 | "Wedding Bell Blues"                           | 1   | 1     | 23     | 3   | 16 | "Lovin' Stew"                           | The Age of Aquarius               |
| 1969 | "Blowing Away"                                 | 21  | 7     | -      | 24  | -  | "Skinny Man"                            | The Age of Aquarius               |
| 1970 | "A Change is Gonna Come/People Got to Be Free" | 60  | -     | -      | -   | -  | "The Declaration"                       | Portrait                          |
| 1970 | "The Declaration"                              | 64  | 35    | -      | -   | -  | B-side of above                         | Portrait                          |
| 1970 | "The Girls' Song"                              | 43  | 6     | -      | -   | -  | "It'll Never Be the Same Again"         | The Magic Garden                  |
| 1970 | "Puppet Man"                                   | 24  | 31    | -      | -   | -  | "A Love Like Ours"                      | Portrait                          |
| 1970 | "Save the Country"                             | 27  | 10    | -      | 24  | -  | "Dimension 5"                           | Portrait                          |
| 1970 | "On the Beach (In the Summertime)"             | 54  | 12    | -      | -   | -  | "This Is Your Life"                     |                                   |
| 1970 | "One Less Bell to Answer"                      | 2   | 1     | 4      | 3   | -  | "Feelin' Alright?"                      | Portrait                          |
| 1971 | "Love's Lines, Angles and Rhymes"              | 19  | 6     | -      | 28  | -  | "The Singer"                            | Love's Lines, Angles and Rhymes   |
| 1971 | "Light Sings"                                  | 44  | 12    | -      | -   | -  | "Viva! (Viva Tirado)"                   | Love's Lines, Angles and Rhymes   |
| 1971 | "Never My Love" (live)                         | 12  | 1     | 45     | 21  | -  | "A Love Like Ours"                      | Live!!                            |
| 1971 | "Together Let's Find Love" (live)              | 37  | 8     | 22     | -   | -  | "I Just Wanta Be Your Friend"           | Live!!                            |
| 1972 | "(Last Night) I Didn't Get to Sleep at All"    | 8   | 2     | 28     | 5   | -  | "The River Witch"                       | Individually & Collectively       |
| 1972 | "If I Could Reach You"                         | 10  | 1     | -      | 13  | -  | "Tomorrow Belongs to the Children"      | Individually & Collectively       |
| 1973 | "Living Together, Growing Together"            | 32  | 5     | -      | -   | -  | "What Do I Need to Be Me"               | Living Together, Growing Together |
| 1973 | "Everything's Been Changed"                    | 70  | 18    | -      | -   | -  | "There Never Was a Day"                 | Living Together, Growing Together |
| 1973 | "Ashes to Ashes"                               | 52  | 7     | 54     | -   | -  | "The Singer"                            | Living Together, Growing Together |
| 1973 | "Flashback"                                    | 82  | 30    | 75     | -   | -  | "Diggin' for a Livin'"                  |                                   |
| 1975 | "No Love In the Room"                          | 105 | 11    | -      | -   | -  | "I Don't Know How to Look for Love"     | Soul & Inspiration                |
| 1976 | "Love Hangover"                                | 80  | -     | 39     | -   | -  | "Will You Be There"                     |                                   |

## Videografia
- 2003:  The 5th Dimension Travelling Sunshine Show con Dionne Warwick, Merle Haggard, e The Carpenters[6]